# Jeroným mladší Hrobčický z Hrobčic
Jeroným mladší Hrobčický z Hrobčic (před rokem 1556 – 1603) byl český šlechtic, držitel manětínského panství na konci 16. století. Je považován za schopného, ale tvrdého hospodáře.
Nejmladší syn Jeronýma st. Hrobčického a Anny z Hungerkoštu. Po smrti otce v roce 1571 získává z dědictví manětínské panství zahrnující kromě Manětína vsi Českou Doubravici, Lukovou, Újezd a Křečov. Hrobčický se jako první pán usadil v Manětíně a nechal ve středu města postavit renesanční zámek, poblíž zámku pivovar a poplužní dvůr.
V roce 1576 Jeroným koupil hrad Březinu u Radnic a několik okolních vsí.
Roku 1577 kupuje Jeroným od Kryzeldy Švamberkové z Lobkovic Osojno, Hodoviz, Hvozd, Lipí, Radějov, Vladměřice, Štichovice
a Pláně za 13 000 kop. Dvůr v Osojně přidělil k Manětínu a tím přestal být samostatným statkem. Nechal též zrušit osojenský pivovar, neboť vlastnil v Manětíně nově postavený pivovar. Obyvatelům zmíněných vsí nastaly po prodeji kruté časy, neboť roku 1592 si rychtáři z prodaných vesnic na nového pána stěžují králi Rudolfovi II. a uvádějí, že Hrobčický zvýšil roboty ze 3 dnů na 22, pobral všechny lesy, sedlákům bere syny a dcery do dvorů, aniž by jim zaplatil. Dále si stěžovali špatné pivo, které po zrušení osojenského pivovaru museli od Hrobčického za osm grošů odebírat, a navíc – než pivo z Manětína dovezou, všechno zoctí a nelze je pít, přičemž o svátcích letničních dostávali o sud více, než mohli vypít. Jeroným Hrobčický byl podle poddaných také příliš tvrdý, pro maličkosti dával pokuty, které tvrdě vymáhal, a ani na domluvný dopis od Kryzeldy Švamberkové z Lobkovic nic nedal. Jeroným Hrobčický králi odpověděl, že bydlí už několik let v Košticích a nemůže odpovídat za svého manětínského úředníka.
Jeroným v roce 1589 směnil Koštice za Hartenštejn s Bochovem a připojil je k manětínskému panství.
Jaroslav Libštejnský na Rabštejně zastavuje v roce 1594 Hrobčickému vsi Hrádek, Vysočany včetně Čoubova Mlýnu a Novosedel.
Od Ferdinanda Renšpergara z Renšperka, který měl finanční problémy, koupil v roce 1596 krašovské panství za 27 500 kop míšenských grošů. Samotný hrad Krašov nechal renesančně přestavět a postupně jej upravoval v moderní panské sídlo a hospodářské středisko.
Jeroným ml. měl pět synů: Jana Viléma, Karla Vratislava († 1614), Ferdinanda Burjana († 1614), Albrechta Zdislava († 1615) a Ludvíka Bernarda (zemřel ještě za Jeronýmova života).
Po smrti byl Jeroným ml. pochován v kostele sv. Jana Křtitele v Manětíně.